# 허태웅
허태웅(許泰雄, 1965년 ~ )은 대한민국의 제29대 농촌진흥청장을 맡고 있는 공무원이다.

## 학력
- 서라벌고등학교 졸업
- 서울대학교 농학 학사
- 경상국립대학교 농학박사

## 경력
- 1987년 제23회 기술고시 합격
- 2006.03 농림부 협동조합과 과장
- 2009.05 농림수산식품부 축산경영과 과장
- 2010.02 농림수산식품부 과학기술정책과 과장
- 2011.09 농림수산식품부 농림수산검역검사본부 식물검역부장
- 2013.07 농림축산식품부 정책기획관
- 2015.04 농림축산식품부 대변인
- 2015.08 농림축산식품부 유통소비정책관
- 2016.09 대통령비서실 농축산식품비서관
- 2017.07 농림축산식품부 식품산업정책실 실장
- 2018.01 ~ 2020.08 제10대 한국농수산대학 총장
- 2020.08 ~ 2021.12 제29대 농촌진흥청 청장
- 한국농수산대학 석좌교수
- 2022.05 서울대학교 특임교수
- 경상국립대학교 농업생명과학대학 농생명 산학협력중점교수
- 2024.03 ~ 포스코인터내셔널 사외이사

| 전임 김경규 | 제29대 농촌진흥청장 2020년 8월 15일~2021년 12월 4일 | 후임 박병홍 |